# Monprimblanc
Monprimblanc település Franciaországban, Gironde megyében. Lakosainak száma 278 fő (2022. január 1.). Monprimblanc Donzac, Gabarnac, Loupiac, Saint-Germain-de-Grave és Semens községekkel határos.

## Népesség
A település népességének változása:
| Lakosok száma | 330  | 250  | 257  | 272  | 281  | 290  | 300  | 287  | 281  | 278  |
|               | 1968 | 1982 | 1990 | 2006 | 2013 | 2015 | 2017 | 2019 | 2020 | 2022 |